# Witborstboomtimalia
De witborstboomtimalia (Stachyris thoracica) is een zangvogel uit de familie Timaliidae (timalia's).

## Verspreiding en leefgebied
Deze soort is endemisch op Java en telt twee ondersoorten:
- S. t. thoracica: westelijk en centraal Java.
- S. t. orientalis: oostelijk Java.

## Status
De grootte van de populatie is niet gekwantificeerd maar de soort wordt omschreven als schaars. Op de Rode lijst van de IUCN heeft deze soort de status niet bedreigd.